# Останино (Кедровий міський округ)
Оста́нино (рос. Останино) — селище (в минулому село) у складі Кедрового міського округу Томської області, Росія.

## Населення
Населення — 281 особа (2010; 330 у 2002).
Національний склад (станом на 2002 рік):
- росіяни — 86 %